# Jean-Baptiste Vettiner
Jean-Baptiste Vettiner (1871-1935) est un peintre et graveur français, actif à Bordeaux, auteur également de fresques, de motifs de décoration et de dessins sur verre.

## Biographie
Né le 7 novembre 1871 à Bordeaux, Jean-Baptiste Vettiner entre, comme apprenti chez Jean-Henri Bonnet à l’École des beaux-arts de Bordeaux, puis, monté sur Paris, fréquenter l'atelier d'Auguste Alfred Rubé.
Il pratique très tôt, dès 1898, toutes les techniques de gravure, le bois en noir et en couleur et l'eau forte. À partir de 1906, il va préférer le bois gravé, présentant toutefois deux eaux fortes originales en 1908 à l'exposition industrielle internationale de Toulouse.
En 1907, il participe à l'Exposition maritime internationale, organisée à Bordeaux à l’occasion du centenaire de la marine à vapeur, et y présente ses gravures.
Au début des années 1920, il rejoint les activités de la Société de la gravure sur bois originale. En 1922, Noël Clément-Janin lui consacre un article dans la revue Byblis.
Il produisit de nombreuses illustrations pour des ouvrages de bibliophilie, entre autres édités par Georges Crès et René Kieffer.
Grand Prix d’honneur au Salon des arts décoratifs de 1923, Vettiner collabore, en 1931, à la conception du pavillon de la ville de Bordeaux destiné à l’exposition coloniale de Paris, avec l’architecte Raoul Jourde.
Il meurt le 9 juin 1935 à Bordeaux.

## Œuvre

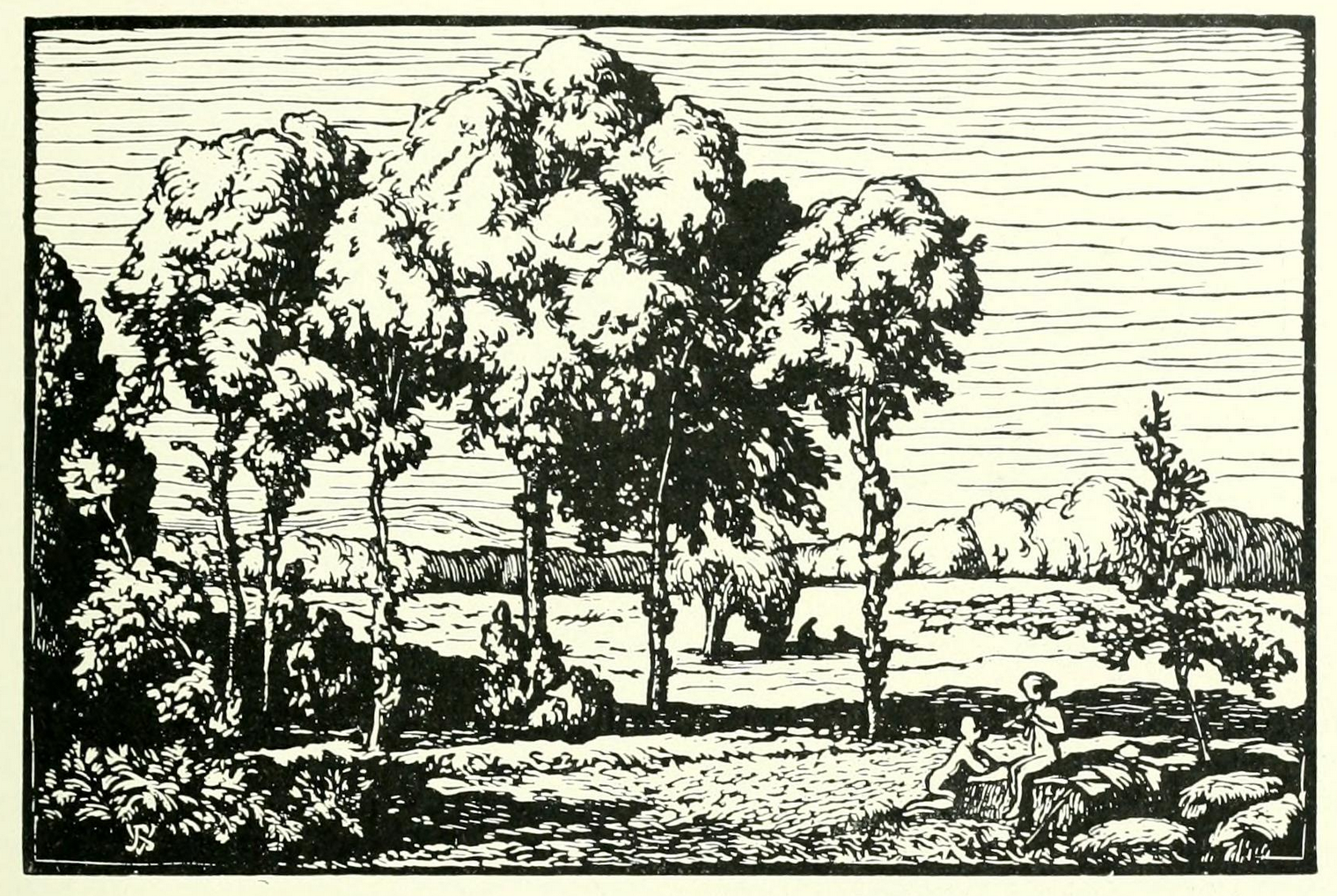
La Flute, bois de 1922.

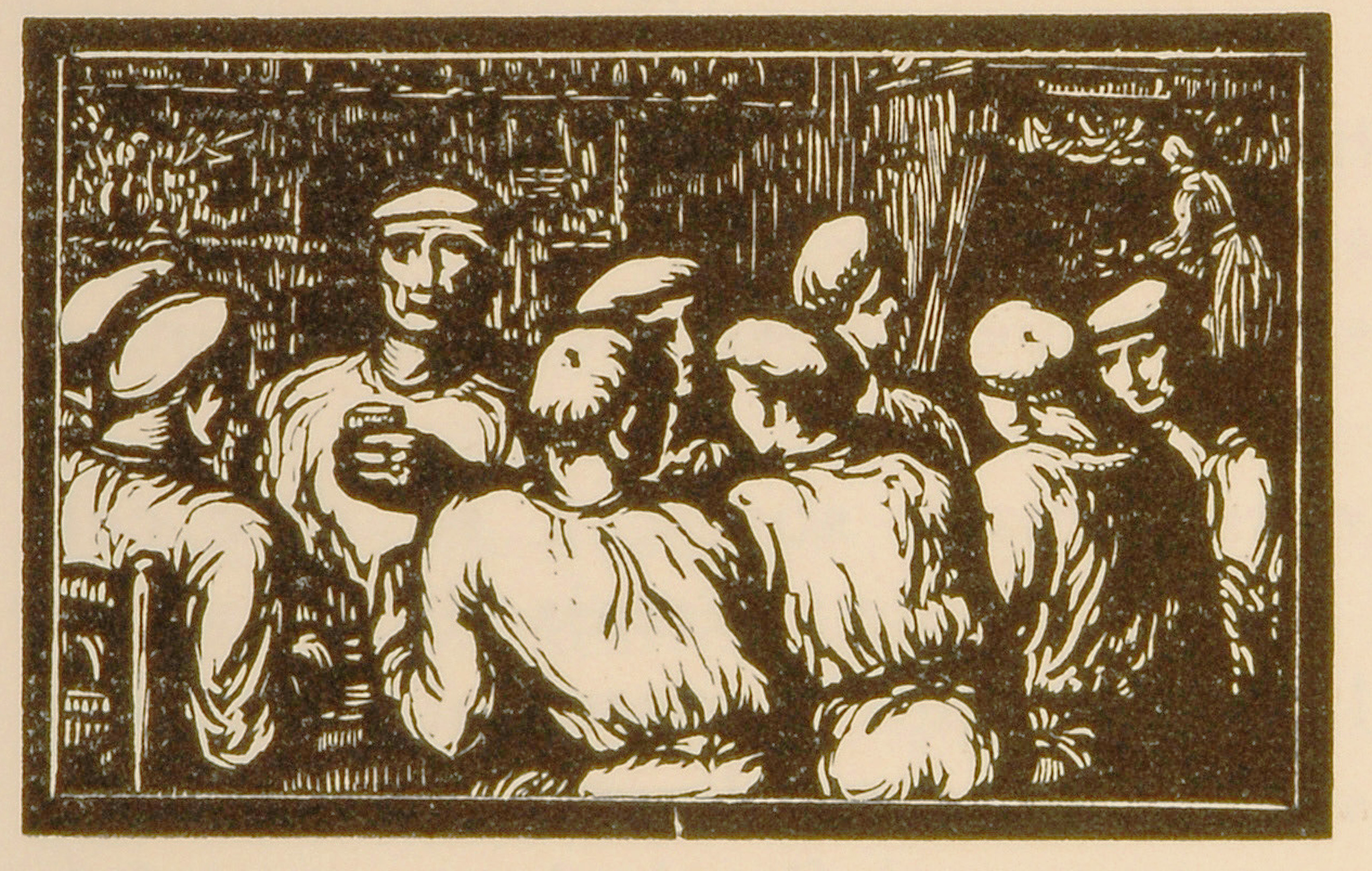
Bois destiné à Ramuntcho et les contrebandiers de Pierre Loti.

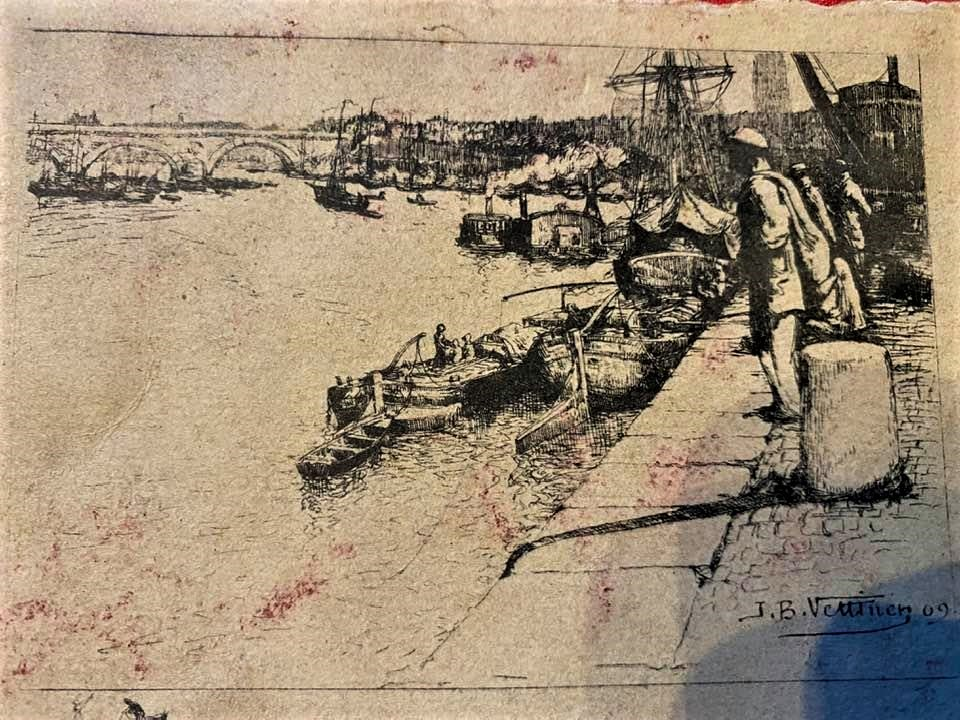
Bordeaux - les quais (1909)

### Conservation

#### Gravures
Le musée des beaux-arts de Bordeaux conserve une vingtaine de gravures.

#### Peintures
- Peinture monumentale : Christ et Saint-Jean-Baptiste, série de fresques, Misson, église paroissiale Saint-Jean-Baptiste.
- Peinture monumentale : ensemble de fresques à l'intérieur des églises Saint-Ferdinand et Notre-Dame des Passes à Arcachon

### Principaux ouvrages illustrés
- Francis Jammes, Les géorgiques chrétiennes, René Kieffer, 1920.
- Francis Jammes, Almaïdes d'Etremond, R. Kieffer, 1921.
- Pierre Loti, Ramuntcho, Lyon, Cercle lyonnais du livre, 1922.
- Théocrite, Les pastorales, traduction intégrale par Gabriel Soulages, R. Kieffer, 1923.
- Roger Tournefeuille, Les Grands succès lyriques, Miranda, 1927.
- Auguste Angellier, À l'amie perdue, Les bibliophiles du faubourg, 1928.
- Jean Moréas, Les stances, Les bibliophiles du papier, 1929.
- Jean Alibert, Maritima ou l'autre chemin de Buenos-Ayres, avec Alfred-Duprat, Bordeaux, J. Bière, 1932[7].